# Ley Fundamental para la República Federal de Alemania

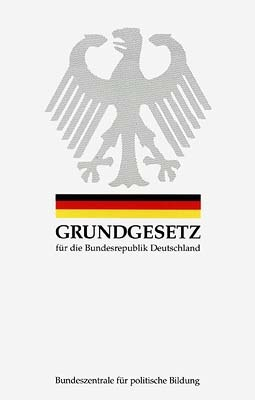
Portada moderna de una copia de la Ley Fundamental en forma de libreta. Copias como esta se suelen entregar en eventos y graduaciones, y se pueden encontrar en muchos domicilios en Alemania.

La Ley Fundamental para la República Federal de Alemania (en alemán: Grundgesetz für die Bundesrepublik Deutschland) es el nombre que recibe la Constitución de la República Federal de Alemania. En ámbitos académicos también citada como Ley Fundamental de Bonn de 1949. Fue aprobada el 8 de mayo de 1949 en la ciudad de Bonn, firmada por los Aliados occidentales el 12 de mayo y finalmente promulgada el 23 de mayo de 1949. Su ámbito de aplicación (en alemán: Geltungsbereich) fueron originalmente los territorios de la llamada "Trizona", en lo que después sería conocido como Alemania Occidental. Por el contrario, no incluyó el territorio de Berlín Oeste. Ha sido modificada unas sesenta veces.

## Nombre
El constituyente utilizó la expresión "Ley Fundamental" en vez de "Constitución", porque fue concebida como una regulación provisional, hasta la reunificación alemana, pues Alemania había quedado dividida por el telón de acero; y por ello, una porción de la nación no estaba en condiciones de participar libremente en su elaboración.

## Evolución
Está basada en la Constitución de la República de Weimar, pero permite mayor autoridad de los gobiernos de los Estados federados. Una de las mayores diferencias con la Constitución de Weimar está en el papel del jefe de Estado: mientras que el Reichspräsident de Weimar contaba con ciertas prerrogativas a la hora de formar gobierno y podía incluso gobernar en contra de la mayoría parlamentaria mediante los llamados «decretos de urgencia» (uno de los factores elementales que llevaron al hundimiento de la primera democracia alemana), el presidente Federal prácticamente solo tiene funciones representativas. 
Además, se trató de "blindar" la esencia democrática de la Grundgesetz contra posibles avances de partidos totalitarios mediante la "cláusula de eternidad" (art. 79.3) que impide la modificación de los principios formulados en los artículos 1 y 20 de la Constitución (referentes a la dignidad del ser humano y a la organización estatal como un Estado federal, democrático y social).
La Ley Fundamental fue redactada por el Consejo Parlamentario (Parlamentarischer Rat), un órgano de 65 miembros nombrados por los gobiernos de los once estados federados de la Alemania Occidental, a instrucción del mando militar de las zonas de ocupación estadounidense, británica y francesa. El 8 de mayo de 1949, el Consejo Parlamentario aprobó la Ley Fundamental con mayoría absoluta (y las voces en contra del Partido Comunista, entre otros); el 12 de mayo fue ratificada por los gobernadores militares y, durante los próximos días, por los parlamentos de los estados federados.
En una sesión tumultuosa durante la noche del 19 al 20 de mayo de 1949, el parlamento de Baviera rechazó el proyecto constitucional, exigiendo mayores competencias para los estados federados. Sin embargo, en la misma sesión se aprobó por una escasa mayoría que la Ley Fundamental también sería válida para Baviera en caso de que dos tercios de los otros estados federados la ratificaran. 
Después de la ratificación por todos los demás estados federados, la Ley Fundamental fue proclamada por el Parlamentarischer Rat el 23 de mayo de 1949, entrando en vigor el día siguiente en todo el territorio de las tres zonas de ocupación occidentales y en los sectores occidentales de Berlín.
Desde 1949, la Ley Fundamental ha sido modificada unas sesenta veces. Las reformas más importantes fueron la reintroducción del servicio militar obligatorio y la creación de las Fuerzas Armadas Federales (Bundeswehr) en 1956; la llamada Ley de Emergencia con la posibilidad de restricciones de derechos civiles en el caso de guerra, aprobada en 1968 por el gobierno de gran coalición formado por democristianos y socialdemócratas; y la reforma del sistema de Hacienda en 1969. 
La aprobación de la "Ley de Emergencia" fue muy controvertida en su momento y provocó numerosas protestas en contra, ya que a muchos alemanes les recordó a la Ley habilitante de 1933 que permitió a los nazis hacerse con el poder absoluto.
La referencia que abre la Ley Fundamental, "La dignidad humana es inviolable", fue adoptada en 2004 por el artículo II-61 (el primero de la sección de derechos fundamentales) de la malograda Constitución de la Unión Europea (UE).

## Reunificación Alemana
El texto original del preámbulo de la Ley Fundamental, aprobado en 1949, decía:
"Consciente de su responsabilidad ante Dios y ante los hombres, animado de su voluntad de defender su unidad nacional y política y de servir a la paz del mundo, integrado en una Europa unida sobre la base de una igualdad de derechos, el pueblo alemán de los Länder Federales de Baden, Baviera, Bremen, Hamburgo, Hesse, Baja Sajonia, Renania del Norte-Westfalia, Renania-Palatinado, Schleswig-Holstein, Wurtemberg-Baden y Wurtemberg-Hohenzollern, con el propósito de dar un nuevo ordenamiento a la vida política durante un período de transición, en virtud de su poder constituyente, ha acordado la presente Ley fundamental para la República Federal de Alemania, actuando también en nombre de aquellos alemanes a quienes estaba vedada la colaboración, y manteniendo en pie la invitación para que todo el pueblo alemán, en libre autodeterminación, consume la unidad y libertad de Alemania." 
Originalmente su artículo 146 y final, decía: "La presente Ley Fundamental perderá su vigencia el día que entre en vigor una Constitución que hubiere sido adoptada en libre decisión por todo el pueblo alemán". 
La reunificación alemana se llevó a cabo jurídicamente a través de un tratado internacional, el "Tratado entre la República Federal de Alemania y la República Democrática Alemana sobre el establecimiento de la unidad de Alemania", de 31 de agosto de 1990. Éste a su vez, fue aprobado por el "Tratado sobre la regulación definitiva con respecto a Alemania", de 12 de septiembre de 1990, acordado por ambas Alemanias y por los 4 potencias vencedoras de la II Guerra Mundial, Estados Unidos, la Unión Soviética, Reino unido y Francia, llamado 'Tratado dos + cuatro'. De esta manera Alemania recuperó su plena soberanía.
En la práctica, la unificación no se realizó como lo preveía el antiguo artículo 146 ya citado, sino a través de la incorporación a la República Federal Alemana, de los 5 Länder de la desaparecida República Democrática Alemana. 
El texto actual del preámbulo de la Ley Fundamental, dice:
"Consciente de su responsabilidad ante Dios y ante los hombres, animado de su voluntad de servir a la paz del mundo, como miembro con igualdad de derechos de una Europa unida, el pueblo alemán, en virtud de su poder constituyente, se ha otorgado la presente Ley Fundamental.
Los Alemanes, en los Länder de Baden-Wurtemberg, Baja Sajonia, Baviera, Berlín, Brandeburgo, Bremen, Hamburgo, Hesse, Mecklemburgo-Pomerania Occidental, Renania del Norte-Westfalia, Renania-Palatinado, Sajonia, Sajonia-Anhalt, Sarre, Schleswig-Holstein, y Turingia, han consumado, en libre autodeterminación, la unidad y la libertad de Alemania. La presente Ley Fundamental rige, pues, para todo el pueblo alemán."
Este nuevo preámbulo significa dos cosas: Se ha consumado la unidad de Alemania; y a ella ha concurrido todo el pueblo alemán; o sea, no existe ninguna parte del pueblo alemán fuera de la República Federal. En otras palabras, no existen reclamaciones territoriales, o partes "irredentas" del pueblo alemán. 
Después de la reunificación, varios sectores de la sociedad exigían una reforma profunda para dotar al país de una Constitución aprobada por todo el pueblo alemán mediante referéndum. Sin embargo, la reforma constitucional de 1994 consistió en retoques más o menos formales y no se sometió a un referéndum.